# Moserkarspitze
Die Moserkarspitze ist ein 2533 m ü. A. hoher Gipfel der Hinterautal-Vomper-Kette im Karwendel zwischen einem namenlosen Gipfel („Unbenannter Gipfel P. 2526 m“) westlich und der Kühkarlspitze (2464 m ü. A.) im Osten.
Die erste belegte Besteigung erfolgte 1870 durch Hermann von Barth.

## Besteigung
Der Gipfel ist klettertechnisch recht einfach, aber lang und mühsam aus dem Hinterautal zu erreichen (von der Kastenalm (1220 m ü. A.)) durch das Moserkar und über die Westflanke; weglos, Stellen I (UIAA)) – äußerst brüchig. Ähnlich mühsam von Norden vom Kleinen Ahornboden südlich des Johannestals weglos auf das Sauissköpfl, über die Ladizer Flecken zum Fußpunkt der von der Östlichen Moserkarscharte herabziehenden Rinne, in dieser hinauf und wie oben durch die Westflanke auf den Gipfel (meist weglos, Stellen II)

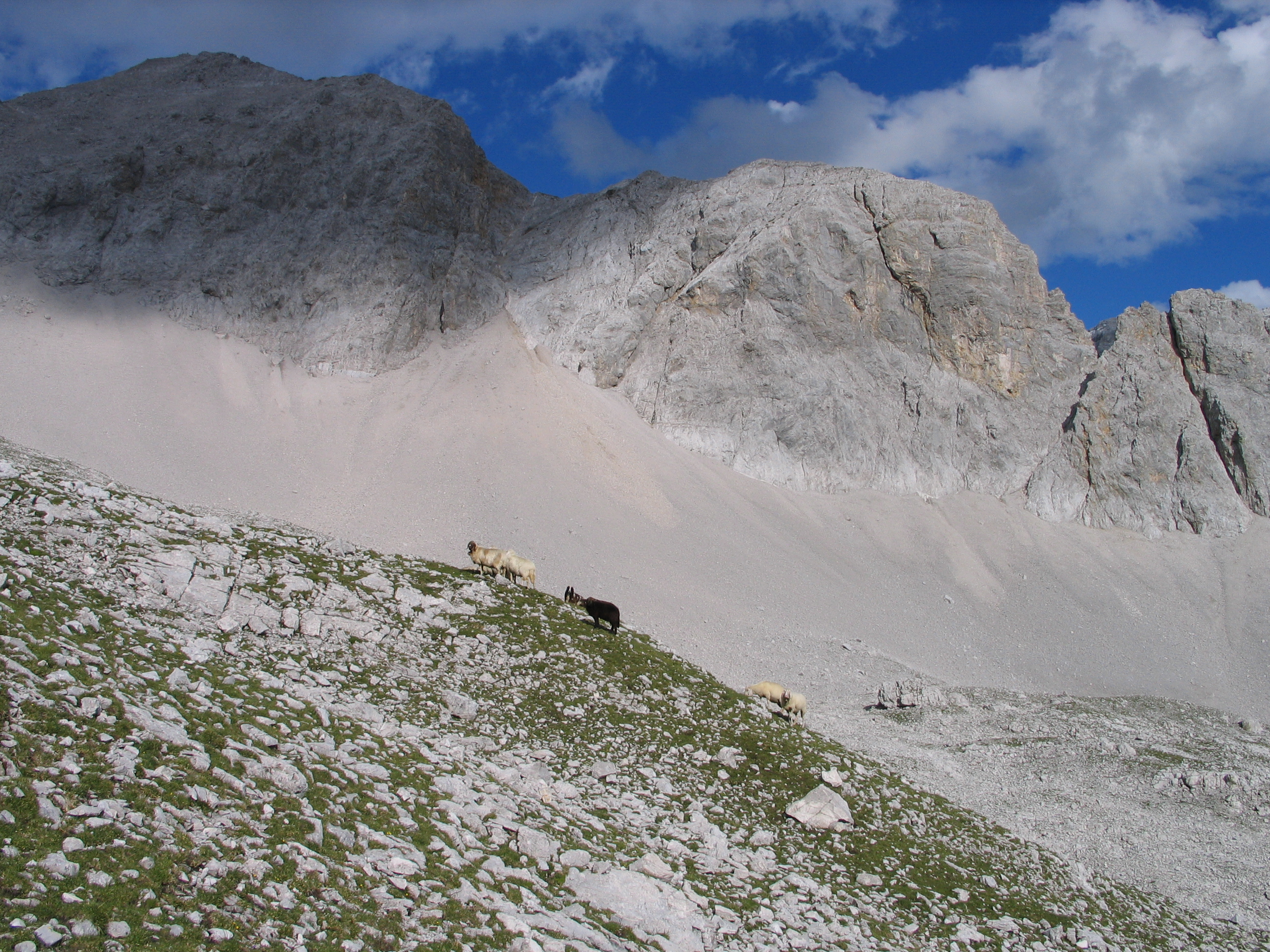
Westflanke der Moserkarspitze aus dem oberen Moserkar
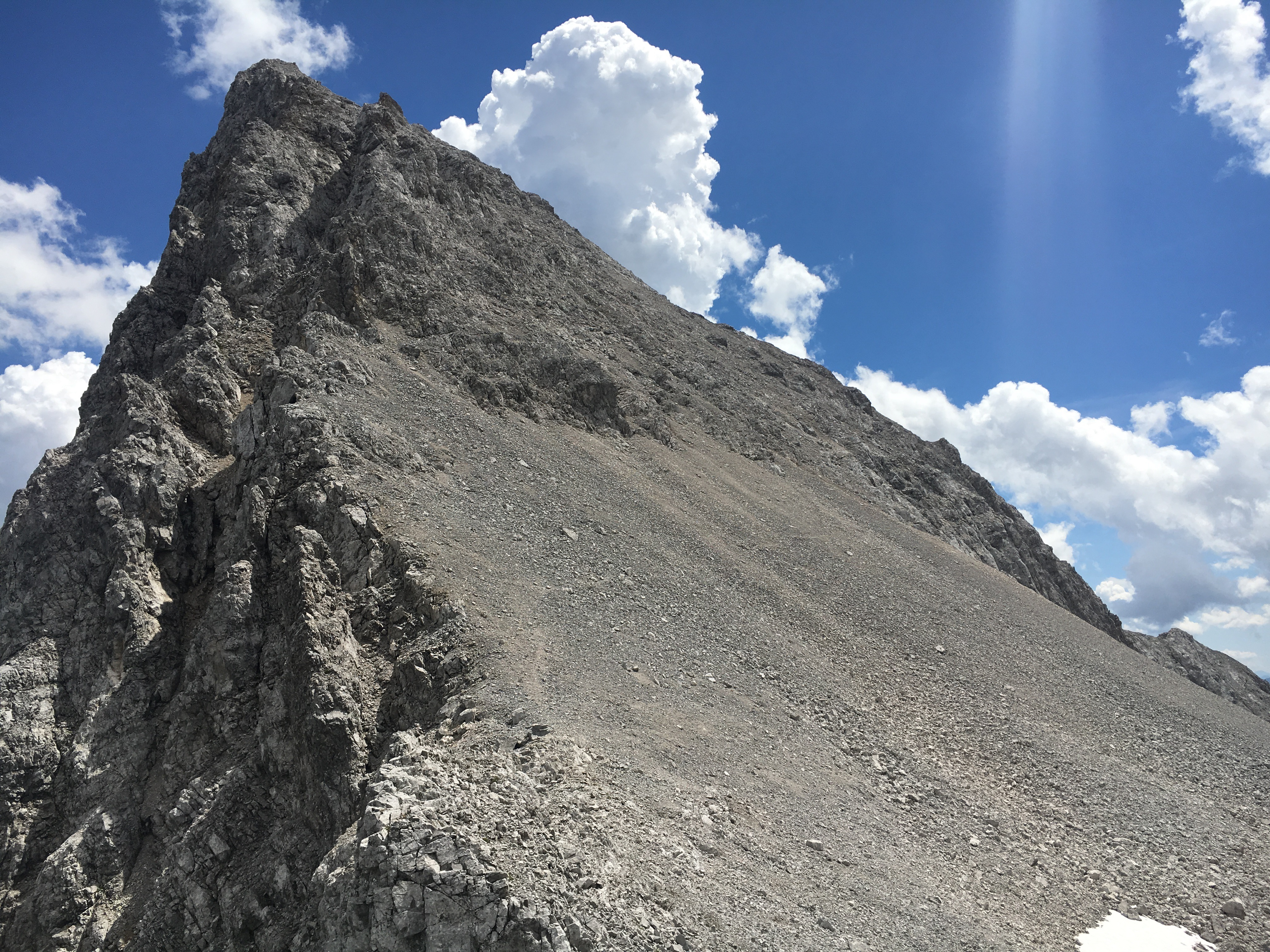
Westflanke der Moserkarspitze von der östlichen Moserkarscharte